# Saint-André-de-l'Épine
Saint-André-de-l'Épine és un municipi francès situat al departament de la Manche i a la regió de Normandia. L'any 2007 tenia 490 habitants.

## Demografia

### Població
El 2007 la població de fet de Saint-André-de-l'Épine era de 490 persones. Hi havia 192 famílies de les quals 36 eren unipersonals (16 homes vivint sols i 20 dones vivint soles), 80 parelles sense fills, 68 parelles amb fills i 8 famílies monoparentals amb fills.
La població ha evolucionat segons el següent gràfic:
Habitants censats

### Habitatges
El 2007 hi havia 207 habitatges, 192 eren l'habitatge principal de la família, 1 era una segona residència i 14 estaven desocupats. 205 eren cases i 2 eren apartaments. Dels 192 habitatges principals, 157 estaven ocupats pels seus propietaris, 34 estaven llogats i ocupats pels llogaters i 1 estava cedit a títol gratuït; 1 tenia dues cambres, 20 en tenien tres, 47 en tenien quatre i 124 en tenien cinc o més. 176 habitatges disposaven pel capbaix d'una plaça de pàrquing. A 61 habitatges hi havia un automòbil i a 120 n'hi havia dos o més.

### Piràmide de població
La piràmide de població per edats i sexe el 2009 era:
| Homes | Edats   | Dones |
| ----- | ------- | ----- |
| 0     | 95 o +  | 0     |
| 4     | 90 a 94 | 4     |
| 0     | 85 a 89 | 4     |
| 4     | 80 a 84 | 4     |
| 8     | 75 a 79 | 16    |
| 8     | 70 a 74 | 4     |
| 4     | 65 a 69 | 20    |
| 24    | 60 a 64 | 12    |
| 12    | 55 a 59 | 16    |
| 16    | 50 a 54 | 16    |
| 20    | 45 a 49 | 12    |
| 12    | 40 a 44 | 28    |
| 8     | 35 a 39 | 8     |
| 16    | 30 a 34 | 4     |
| 0     | 25 a 29 | 20    |
| 20    | 20 a 24 | 8     |
| 16    | 15 a 19 | 16    |
| 12    | 10 a 14 | 12    |
| 12    | 5 a 9   | 4     |
| 12    | 0 a 4   | 12    |

## Economia
El 2007 la població en edat de treballar era de 320 persones, 243 eren actives i 77 eren inactives. De les 243 persones actives 236 estaven ocupades (124 homes i 112 dones) i 7 estaven aturades (4 homes i 3 dones). De les 77 persones inactives 34 estaven jubilades, 28 estaven estudiant i 15 estaven classificades com a «altres inactius».

### Ingressos
El 2009 a Saint-André-de-l'Épine hi havia 204 unitats fiscals que integraven 539 persones, la mediana anual d'ingressos fiscals per persona era de 18.939 €.

### Activitats econòmiques
Dels 18 establiments que hi havia el 2007, 2 eren d'empreses de fabricació d'altres productes industrials, 3 d'empreses de construcció, 7 d'empreses de comerç i reparació d'automòbils, 1 d'una empresa de transport, 1 d'una empresa d'hostatgeria i restauració, 1 d'una empresa d'informació i comunicació, 1 d'una empresa financera, 1 d'una empresa de serveis i 1 d'una empresa classificada com a «altres activitats de serveis».
Dels 3 establiments de servei als particulars que hi havia el 2009, 1 era una lampisteria i 2 electricistes.
Dels 2 establiments comercials que hi havia el 2009, 1 era una botiga de roba i 1 una botiga d'electrodomèstics.
L'any 2000 a Saint-André-de-l'Épine hi havia 18 explotacions agrícoles que ocupaven un total de 477 hectàrees.

## Equipaments sanitaris i escolars
El 2009 hi havia una escola elemental integrada dins d'un grup escolar amb les comunes properes formant una escola dispersa.

## Poblacions més properes
El següent diagrama mostra les poblacions més properes.